# Horažďovice
Horažďovice (deutsch Horaschdowitz, früher Horažďowitz bzw. Horaždiowitz) ist eine Kleinstadt in Tschechien. Sie liegt 17 Kilometer nordwestlich von Strakonice und gehört zum Okres Klatovy.

Alte Ansicht von Horažďovice

## Geographie
Horažďovice befindet sich am linken Ufer der Otava in der Blatenská pahorkatina (Bergland von Blatna). Nördlich erhebt sich der Stolavec (507 m), im Südosten der Radlín (516 m) und der Na Kobylinkách (531 m), südlich der Šibeník (498 m), die Hůrka (507 m), die Moučanka (559 m) und die Pučanka (516 m), im Südwesten der Prácheň (504 m) sowie nordwestlich der Gloriet (506 m). Durch die Stadt führen die Staatsstraße I/22 zwischen Klatovy und Strakonice sowie die Bahnstrecke Horažďovice předměstí–Klatovy. Nordöstlich von Horažďovice verläuft die Bahnstrecke České Budějovice–Plzeň.
Nachbarorte sind Horažďovická Lhota, Chrást, Velký Bor und Babín im Norden, Komušín und Mečichov im Nordosten, Hlupín, Zadní Zborovice, Sedlo, Střelskohoštická Lhota und Zadní Hoštice im Osten, Střelské Hoštice und Kozlov im Südosten, Svaté Pole, Veřechov und Boubín im Süden, Hejná, Velké Hydčice, Malé Hydčice, Prácheň und Hliněný Újezd im Südwesten, Týnec, Zářečí, Nový Dvůr und Malý Bor im Westen sowie Pohodnice, Břežany und Třebomyslice im Nordwesten.

## Geschichte
Horažďovice entstand wahrscheinlich im 10. Jahrhundert als Goldwäschersiedlung unterhalb der Burg Prachin und wurde nach dem heiligen Gorazd von Mähren benannt. Interessanterweise ist die Kirche auf dem Prácheň dem heiligen Kliment von Ohrid geweiht, einem weiteren Missionar des Mährerreiches, der wie Gorazd nach 885 aus Großmähren vertrieben wurde. Um 1200 erfolgte in Horažďovice der Bau der Kirche St. Peter und einer Feste in ihrer Nachbarschaft, mit der sie durch eine hölzerne Brücke verbunden war. In der Zeit des Niedergangs der Gauburg Prachin fungierten wahrscheinlich die Bavor von Strakonitz in der Mitte des 13. Jahrhunderts als Kastellane von Prachin.

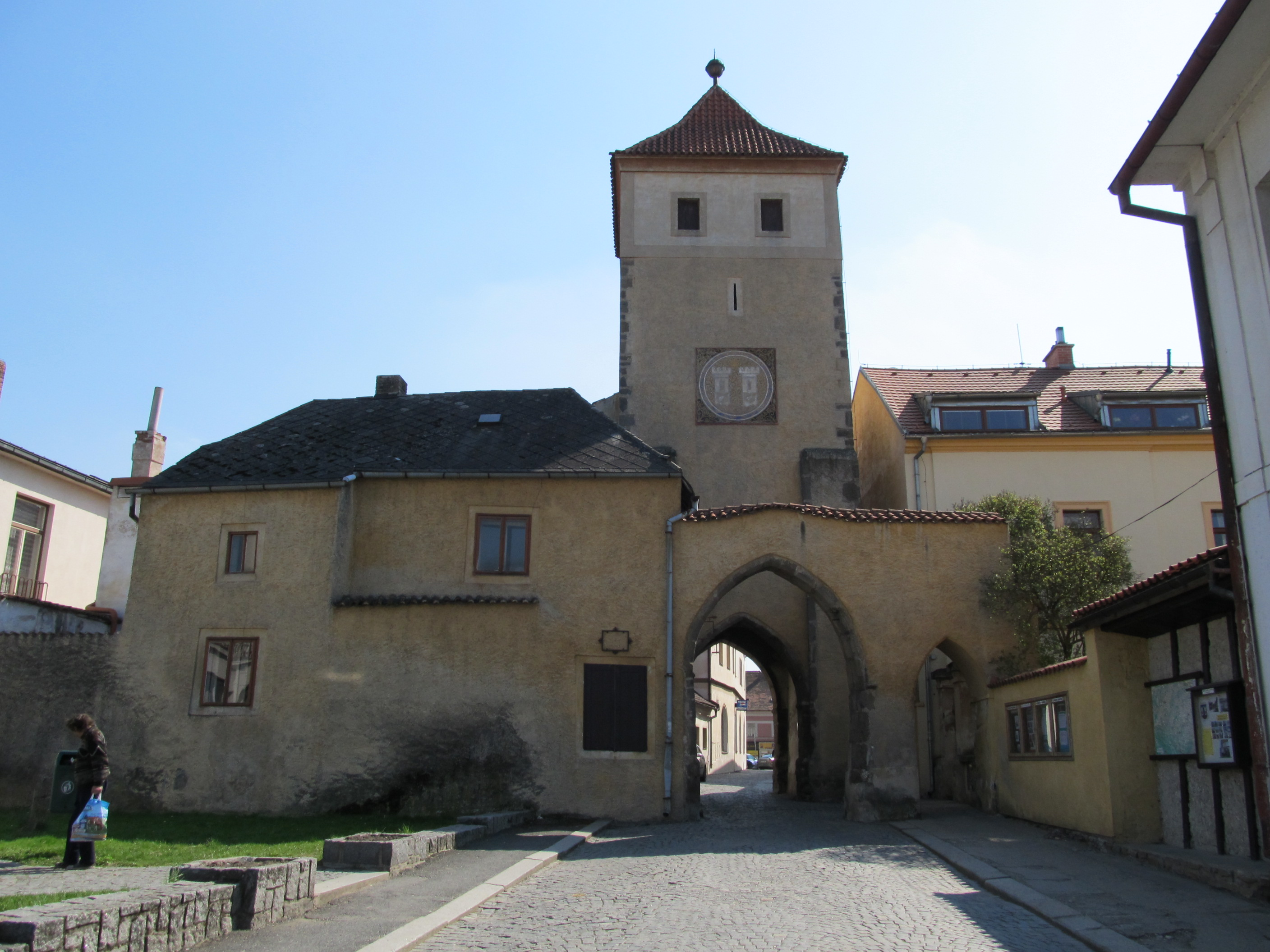
Prager bzw. Rotes Tor

Die erste urkundliche Erwähnung der Siedlung „Gorazdějovic“ erfolgte 1243, als Bavor I. von Strakonitz und seine Frau Dobislawa bei der Kirche des heiligen Prokop in Strakonitz ein förmliches Konvent des Johanniterordens stifteten und diesem die Kirche in Strakonitz sowie einen Teil der Burg Strakonitz mit den Dörfern Gorazdějovic, Horka, Sousedovice, Mutěnice, Miloňovice, Radošovice, Ptákovice, Lom, Krty und Libětice übereigneten; als Zeuge trat dabei auch der Besitzer der Feste, Neustup von Gorazdějovic auf. Bavor I. erkannte kurz darauf die günstige Lage des zu Füßen des Amtszentrums Prachin sowie nahe der Kreuzung des bedeutenden Handelssteiges von Baiern über Eisenstein und Klattau nach Budweis mit dem am Gunthersteig gelegenen Dorfes Gorazdějovic und holte es sich von den Johannitern, die lediglich die Kirche und Pfarrei behielten, zurück. Als Markgraf Ottokar Přemysl 1251 dem Orden die Schenkung bestätigte, erhielt dieser anstelle von Gorazdějovic das Dorf Makarov. Die Herren von Strakonitz ließen das Dorf zur Marktsiedlung ausbauen und förderten die Goldseifen an der Otava. Im Jahre 1268 hob König Přemysl Ottokar II. das Amt Prachin auf und übertrug die Gerichtsbarkeit im Gau Prachin dem königlichen Kollegiatkapitel der Kirche St. Peter und Paul auf dem Vyšehrad und das Scharfgericht an die Herren von Strakonitz. Unter Bavor II. begann der Ausbau von Horažďovice zu einer befestigten städtischen Siedlung, im Jahre 1279 wurde erstmals ein Graben um das Städtchen erwähnt. Bis 1293 war der Bau der neuen Stadt und der aus einer Doppelmauer mit drei Toren bestehenden Stadtbefestigung im Wesentlichen abgeschlossen. Am 18. Juni 1293 erhob König Wenzel II. den Markt Horažďovice zur Stadt, verlieh ihr ein Wappen und unterstellte sie direkt den Bavor von Strakonitz. Ab 1316 wurde die Kirche St. Peter und Paul umgebaut, ihre Weihe erfolgte durch den Verwalter des Bistums Prag, den Bischof von Prizren, Hermann († 1322). Bavor III. von Strakonitz machte Horažďovice zu seinem neuen Sitz.
Als nach dem Aussterben der Přemysliden im Jahre 1306 Rudolf von Habsburg zum neuen böhmischen König gekrönt wurde, erhob sich ein Teil des westböhmischen Adels unter Führung des Burggrafen von Zvíkov, Bavor III. von Strakonitz und Wilhelm Zajíc von Waldeck gegen den neuen König. Rudolf I. beauftragte im Sommer 1307 Heinrich von Rosenberg, dem er als Belohnung die Burg Zvíkov als Ersatz für die verlorene Burg Raabs zusicherte, mit einer Expedition gegen den Sitz des Anführers der Rebellen, Bavor III. von Strakonitz, an der er auch selbst teilnahm. Während der Belagerung von Horažďovice verstarb Rudolf I. in der Nacht vom 3. zum 4. Juli 1307 im Feldlager gegenüber der Mühle Jarov an einer plötzlichen Erkrankung, wahrscheinlich an einem Magengeschwür. Da die königlichen Truppen zu dieser Zeit kurz vor der Einnahme der Stadt standen, wurde der Tod des Königs zunächst geheim gehalten. Im Jahre 1315 erhielt Bavor III. von Strakonitz durch König Johann von Luxemburg die verfallene Burg Prachin mit dem einzigen bei der Burg verbliebenen Dorf Poříčí sowie den zugehörigen Anteilen in Broziedl, Domoraz und Prácheň als Geschenk mit der Erlaubnis zum Bau einer neuen steinernen Burg auf dem Prácheň. Bavor III. vereinte die Prachiner Güter mit denen der Burg Strakonice. Der kinderlose Wilhelm Bavor von Strakonitz überschrieb 1336 testamentarisch die Herrschaft Strakonitz dem Souveränen Malteserorden, behielt jedoch die Güter Blatná und Horažďovice. Mit dem Tod von Břeněk von Strakonitz starb das Geschlecht der Bavor von Strakonitz 1404 aus. Das Gut Horažďovice fiel den Herren von Neuhaus zu, der übrige Teil Zdenko von Rosental, der zugleich auch 1405 das Scharfrichteramt im Prachiner Kreis übernahm. Während der Hussitenkriege stand die Stadt auf Seiten der Taboriten. Im Jahre 1459 erwarb Peter Racek von Kotzow den Besitz. König Georg von Podiebrad bestätigte der Stadt 1467 ihre Privilegien und erteilte ihr zudem das Recht auf einen Jahrmarkt zu St. Gallus sowie einen Wochenmarkt zwischen St. Georg und St. Gallus. Nachfolgender Besitzer war ab 1478 Půta Švihovský von Riesenberg. König Vladislav II. Jagiello erteilte der Stadt am 4. März 1502 die Rotwachsfreiheit. Durch Kaiser Rudolf II. wurden die städtischen Privilegien noch um die Erhebung einer Maut, einen Pferdemarkt am Fastendienstag sowie einen Jahrmarkt zu St. Peter und Paul erweitert.
Nach der Schlacht am Weißen Berg wurde die Friedrich Karl Švihovský von Riesenberg gehörende Herrschaft wegen dessen Beteiligung am Ständeaufstand von 1618 konfisziert und 1622 an den Oberstburggrafen Adam Graf von Sternberg verkauft. Ab 1623 gehörte Horažďovice dessen Witwe Maria Maximiliana, einer Tochter von Karl II. von Hohenzollern-Sigmaringen, die die Herrschaft 1635 ihrem Sohn Franz Mathias Graf von Sternberg vererbte. Während des Dreißigjährigen Krieges wurde Horažďovice zweimal von schwedischen Truppen geplündert und erlitt durch zwei Brände schwere Schäden. Franz Mathias von Sternberg verstarb 1652, danach verwaltete seine Witwe Ludmilla, geborene Kavka von Říčany, den Besitz für ihre unmündigen Söhne Ignaz und Wenzel Adalbert. Die Grafen von Sternberg ließen das ruinierte Schloss wieder aufbauen. 1664 trat Ignaz von Sternberg das väterliche Erbe an, 1675 verkaufte er die Herrschaft Horažďovice seinem Bruder Wenzel Adalbert. Durch Kaiser Leopold I. wurden der Stadt im Jahre 1678 ein Faschingsmarkt und ein wöchentlicher Viehmarkt bewilligt. Wenzel Adalbert von Sternberg erteilte der Schutzstadt Horažďovice am 12. März 1681 umfangreiche Freiheiten. Am 13. Juli 1689 zerstörte ein Großfeuer 47 Häuser der Stadt, darunter auch das Rathaus. Wenzel Adalbert von Sternberg vererbte die Herrschaft 1708 seiner Witwe Clara Bernhardina, geborene von Maltzan. Nach deren Tod wurde die Herrschaft Horažďovice 1719 an Philippine von Thun, geborene Gräfin Harrach, verkauft, die sie zwei Jahre später an Eleonore verw. Gräfin von Mansfeld weiterveräußerte.
Durch König Karl II. erhielt die Stadt 1738 das Recht zur Abhaltung eines weiteren Marktes zu Portiuncula sowie sämtliche vorherigen Privilegien bestätigt. Eleonores Sohn Heinrich Franz Fürst von Mannsfeld-Fondi, der Horažďovice 1748 geerbt hatte, verkaufte die Herrschaft im Jahr darauf an Wenzel Maria Josef von Pötting und Persing. Er ließ 1753 an der schwefelhaltigen Heilquelle südlich der Stadt ein Badehaus errichten. 1754 trat von Pötting die Herrschaft an den Fürsten von Mannsfeld-Fondi ab, der Horažďovice 1755 an Maria Caroline Fürstin zu Löwenstein-Wertheim-Rochefort verkaufte. Maria Caroline stellte die Herrschaft Horažďovice unter die Administration der fürstlichen Löwensteinschen Güter in Wertheim.
Zwischen 1750 und 1760 wurde die Kaiserstraße No. 21 angelegt, die von Budweis über Strakonice, Horažďovice und Malý Bor nach Klatovy führte. Da kurz nach dem Tode von Fürstin Maria Caroline im Jahre 1765 ihre als Erbin vorgesehene einzige Tochter Leopoldine von Hohenlohe-Waldenburg-Schillingsfürst ebenfalls verstarb, fiel die Herrschaft ihrem Witwer Karl Thomas zu Löwenstein-Wertheim-Rochefort zu. Dieser heiratete 1779 in zweiter Ehe Maria Josepha verw. von Rummerskirch, geborene von Stipplin und überschrieb ihr die Herrschaft Horažďovice. Nach deren Tod erbte 1799 ihr erstehelicher Sohn Johann Bernard von Rummerskirch die Herrschaft und errichtete in Horažďovice ein herrschaftliches Oberamt. Im Jahre 1780 wurde der städtische Meierhof emphyteutisiert. Unter Beteiligung von Kaiser Franz I. gründeten die Grafen von Rummerskirch in Horažďovice eine künstliche Flussperlmuschelzucht. 1821 erbte Johann Bernards Witwe Anna, geborene Hildprandt von und zu Ottenhausen, die Herrschaft. Karl von Rummerskirch, der die Herrschaft 1826 übernommen hatte, verkaufte sie nach mehreren Fehlinvestitionen 1834 an Rudolf Kinsky von Wchinitz und Tettau, der sie der Fürstlich Kinskyschen Güterverwaltung unterstellte.

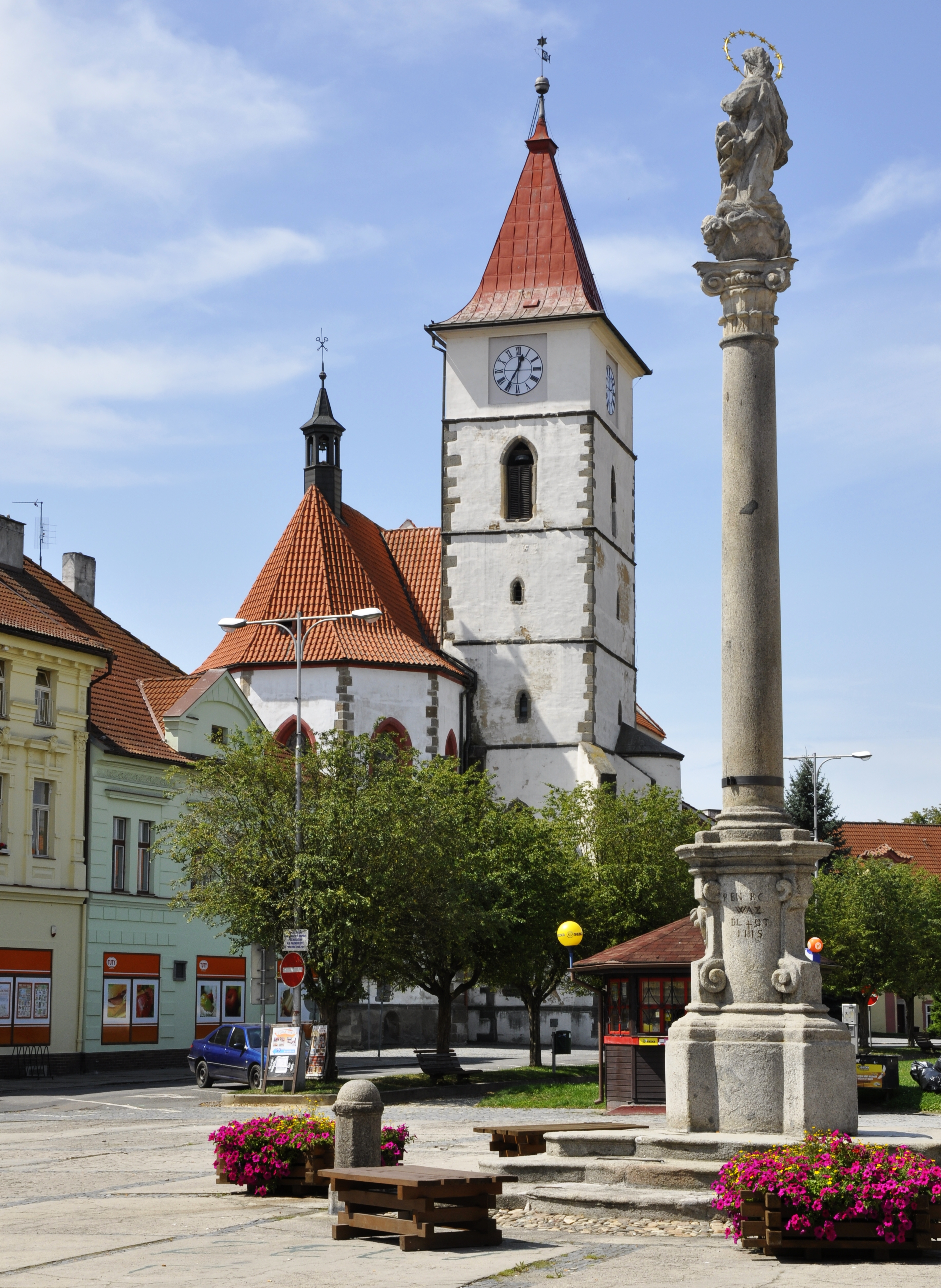
Pestsäule und Dekanatskirche St. Peter und Paul

Im Jahre 1837 bestand die Municipal- und Schutzstadt Horaždiowitz aus 243 Häusern mit 1997 Einwohnern; davon entfielen 105 Häuser mit 930 Einwohnern auf die Stadt und 138 Häusern mit 1067 Einwohnern auf die nördlich der Stadtmauer gelegene Vorstadt. Sieben Häuser der Stadt und zwei in der Vorstadt gehörten zur Herrschaft Horaždiowitz. In Horaždiowitz gab es 13 Isralitenhäuser, in den ebenso viele jüdische Familie lebten; diese befanden sich mit Ausnahme eines Hauses im herrschaftlichen Anteil der Vorstadt sämtlich innerhalb der Stadt. Die wesentlichsten Gebäude von Horaždiowitz waren das herrschaftliche Schloss mit Amtshaus und Bräuhaus sowie den Parkanlagen entlang der Watawa und auf der Karlsinsel; die Dechanteikirche St. Peter und Paul; die unter dem Patronat des Magistrats stehende Begräbniskirche zum Hl. Johannes dem Täufer; die Kirche zum hl. Erzengel Michael beim ehemaligen Minoritenkloster; die unter dem Patronat des Magistrats stehende Schule mit zwei Lehrern, einem Hilfslehrer sowie einer vom k.k. Lotteriebeamten Franz Tiller aus Linz 1805 gestifteten Industriallehrerinstelle; das Rathaus; das im 14. Jahrhundert von den Bürgern Theodoricus Mečíř und Elisabeth Tuditz gestiftete städtische Spital zu St. Michael; das auf Rechnung der 76 brauberechtigten Bürger betriebene städtische Bräuhaus; das dem Bürger Franz Schönhansel erbeigentümlich gehörige Postgebäude; die Apotheke sowie das Gast- und Einkehrhaus „Zum Goldenen Hirsch“. Abseits lagen die Einschicht St. Anna mit der unter dem Patronat des Magistrats stehenden Kapelle, einem Badehaus und Gesundbrunnen unter dem Swaterberg; die Mühle Jarow (Jarov) mit Brettsäge; sowie drei einzelne Häuser im Stadtwald westlich der Stadt (Zářečská hájovna). Die Dechanteikirche St. Peter und Paul war Pfarrkirche der Stadt und Vorstadt sowie der Dörfer Zařeč, Baubin, Groß-Hitschitz, Babin und Wěřechow. Die Stadt hatte einen eigenen Magistrat mit einem Bürgermeister und einem geprüften Rat. Auf städtischem Grund lagen drei emphyteutisierte Mühlen, von denen zur Podměster und Jarower Mühle auch Brettsägen gehörten, sowie fünf Karpfenteiche und drei Kalksteinbrüche. Die Haupterwerbsquelle bildete jedoch die Landwirtschaft; die Stadt besaß eine Nutzfläche von 2728 Joch 419 Quadratklafter. Der Viehbestand umfasste 56 Pferde, 388 Rinder, 1068 Schafe und 204 Schweine. In Horaždiowitz bestanden 130 Gewerbebetriebe, von denen die meisten nur als Nebenerwerb betrieben wurden. Das bedeutendste Unternehmen des Ackerbürgerstädtchens war zu dieser Zeit die k.k. landesprivilegierte Leder-Fabrik Caroline Lemberger & Erben mit acht Beschäftigten. Es wurden sechs Jahrmärkte abgehalten, auf denen v. a. Textilien, Leder, Schuhe und Pelze gehandelt wurden. Die Stadtgemeinde Horaždiowitz war Besitzer der Dörfer Swatopole und Klein- oder Hliněny-Augezd bzw. Augezdec. Bis zur Mitte des 19. Jahrhunderts bildete die Stadt Horažďowitz den Sitz und Amtsort der Allodialherrschaft Horažďowitz.
Nach der Aufhebung der Patrimonialherrschaften bildete Horažďovice / Horažďowitz ab 1850 mit dem Ortsteil Horažďovice Předměstí (Vorstadt) eine Stadtgemeinde im Gerichtsbezirk Horažďowitz. Die Stadt wurde Sitz eines Bezirksgerichts. Ab 1868 gehörte Horažďovice zum Bezirk Strakonitz. Im selben Jahre nahm die Kaiser Franz Josephs-Bahn den Betrieb auf der Bahnstrecke Budweis–Pilsen auf, drei Kilometer nordöstlich der Stadt war auf den Feldern am Teich Velký Babín der Bahnhof Horažďovice (heute Horažďovice předměstí) angelegt worden.
In der zweiten Hälfte des 19. Jahrhunderts setzte durch die Ansiedlung von Unternehmen der Papier-, Lebensmittel- und Textilbranchen ein geringer wirtschaftlicher Aufschwung ein. In der nachfolgenden Zeit wuchsen die Stadt und die Vorstadt gänzlich zusammen, so dass der Ortsteil Horažďovice Předměstí aufgehoben wurde; Horažďovice-předměstí bezeichnet nunmehr die im 20. Jahrhundert am Bahnhof entstandene Siedlung. 1880 hatte Horažďovice 3776 Einwohner, darunter waren 54 Deutsche.
Im Jahre 1888 nahm die Böhmisch-Mährische Transversalbahn die neue Bahnstrecke Horažďowitz–Klattau in Betrieb, damit entstand am östlichen Stadtrand ein zweiter Bahnhof. Im Juli 1920 wurde die Buslinie Klatovy – Horažďovice aufgenommen. 1930 lebten in Horažďovice 3576 Personen, darunter 44 Deutsche. Infolge des Münchner Abkommens und der Zerschlagung der Tschechoslowakei wurde die Stadt Teil des Protektorat Böhmen und Mähren. Am Ende des Zweiten Weltkriegs befreiten Angehörige der 4. US-Panzerdivision Horažďovice und errichteten zeitweise ein Kriegsgefangenenlager in der Stadt. Noch im Sommer 1945 wurde die Stadt an die Rote Armee und tschechoslowakische Behörden übergeben. Im Zuge der Gebietsreform von 1949 wurde Horažďovice am 1. Februar 1949 zur Bezirksstadt erhoben. 1950 wurde Zářečí eingemeindet. Zu dieser Zeit hatte die Stadt 3289 Einwohner. Der Okres Horažďovice wurde 1960 wieder aufgehoben und die Stadt dem Okres Klatovy zugeordnet. Im Jahre 1990 lebten in Horažďovice 4900 Menschen.

## Stadtwappen
Das Wappen zeigt auf blauem Grund zwei auf einem Felsen stehende silberne Türme, die in ihrem unteren Teil das Pfeilwappen der Bavor von Strakonitz enthalten. Mittig über den Zinnen beider Türme befindet sich ein goldener Stern.

## Ortsgliederung

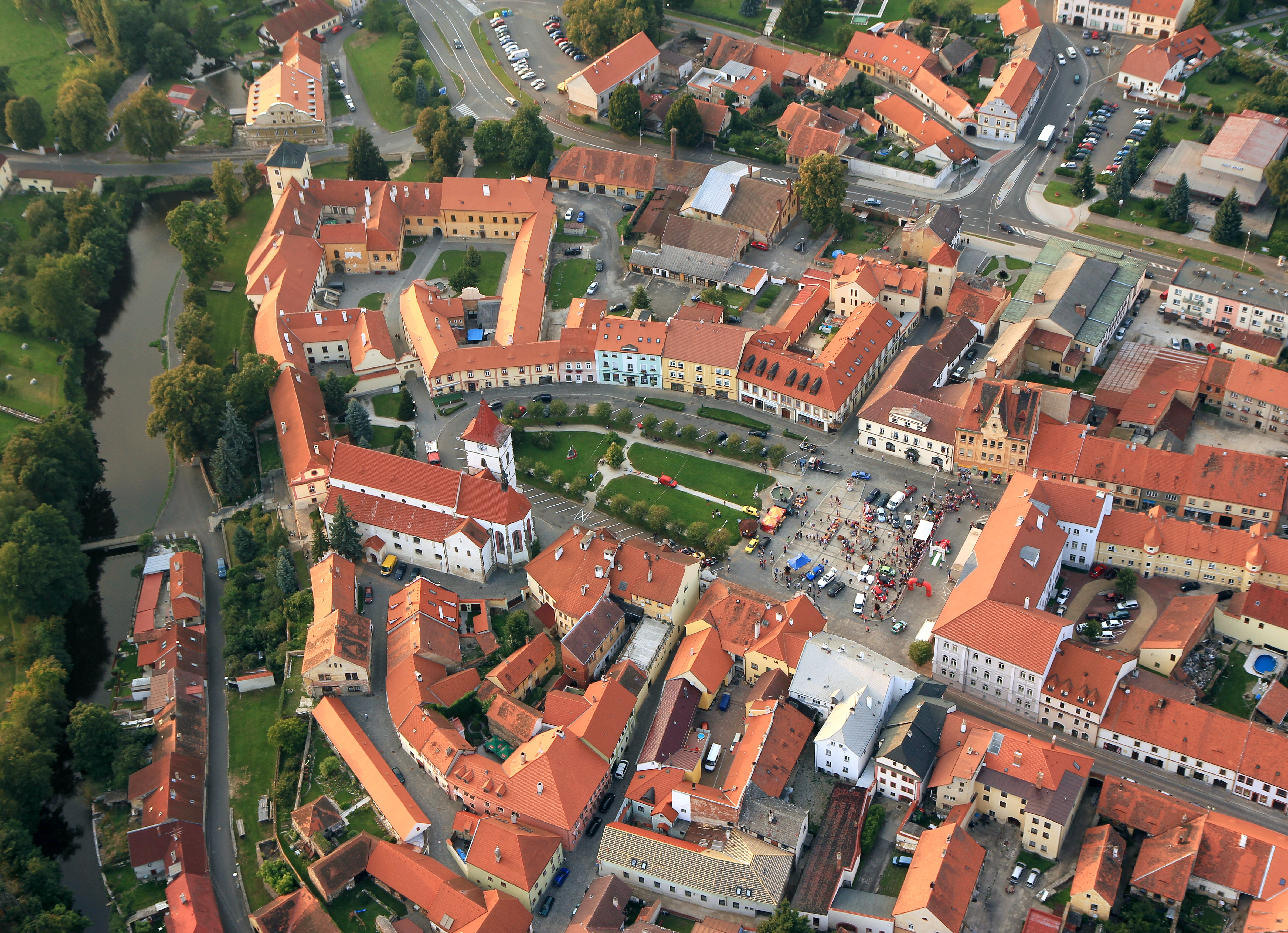
Stadtzentrum von Horažďovice

Die Stadt Horažďovice besteht aus den Ortsteilen Babín (Babin), Boubín (Boubin, früher Baubin), Horažďovice (Horaschdowitz), Horažďovická Lhota (Lhota b. Horaschdowitz), Komušín (Komschin), Svaté Pole (Swatopole, 1939–45: Heiligenfeld), Třebomyslice (Trebomislitz, auch Strebomislitz) und Veřechov (Werschechau, früher Wěřechow). Grundsiedlungseinheiten sind Babín, Boubín, Horažďovice-předměstí, Horažďovice-střed, Horažďovická Lhota, K Jarovu, K Loretě, K Malému Boru, Komušín, Na Blatě, Sádky, Stará škola, Svaté Pole, Třebomyslice, V lavičkách, Velký rybník, Veřechov, Za Loretou, Za tratí und Zářečí (Saretsch, früher Zařeč). Zu Horažďovice gehören außerdem die Einschichten Chrást (Chrast), Jarov, Libučka, Lhotský Mlýn (Lhoter Mühle), Loreta (Loretti), Nový Dvůr (Neuhof), Pazderna, U Jatek, U Lesů und Zářečská hájovna.
Das Gemeindegebiet gliedert sich in die Katastralbezirke Babín u Horažďovic, Boubín, Horažďovice, Horažďovická Lhota, Komušín, Svaté Pole u Horažďovic, Třebomyslice u Horažďovic, Veřechov und Zářečí u Horažďovic.

## Städtepartnerschaften
- Heimberg, Schweiz, seit 1992

## Sehenswürdigkeiten

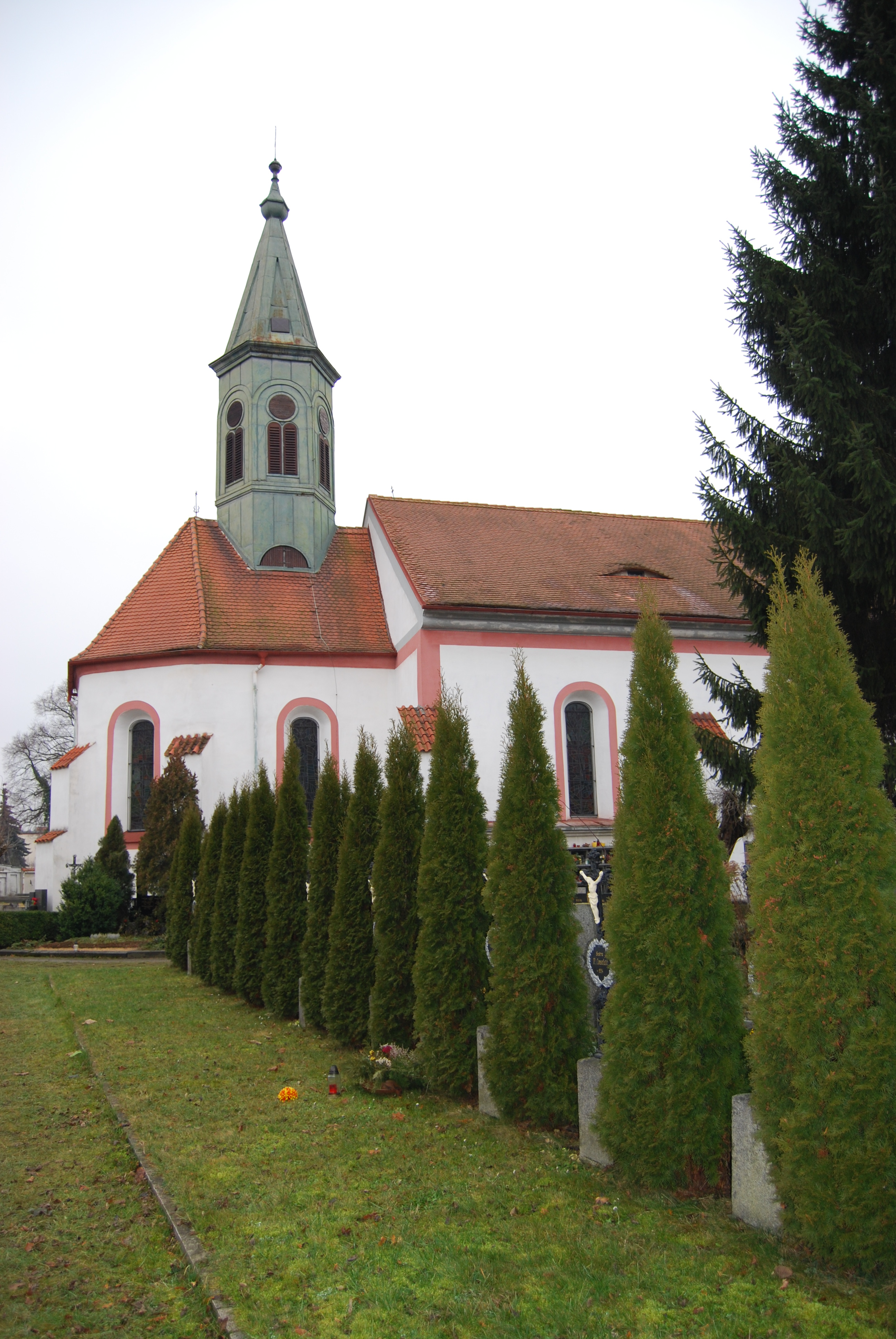
Kirche Johannes des Täufers

Schloss Horažďovice
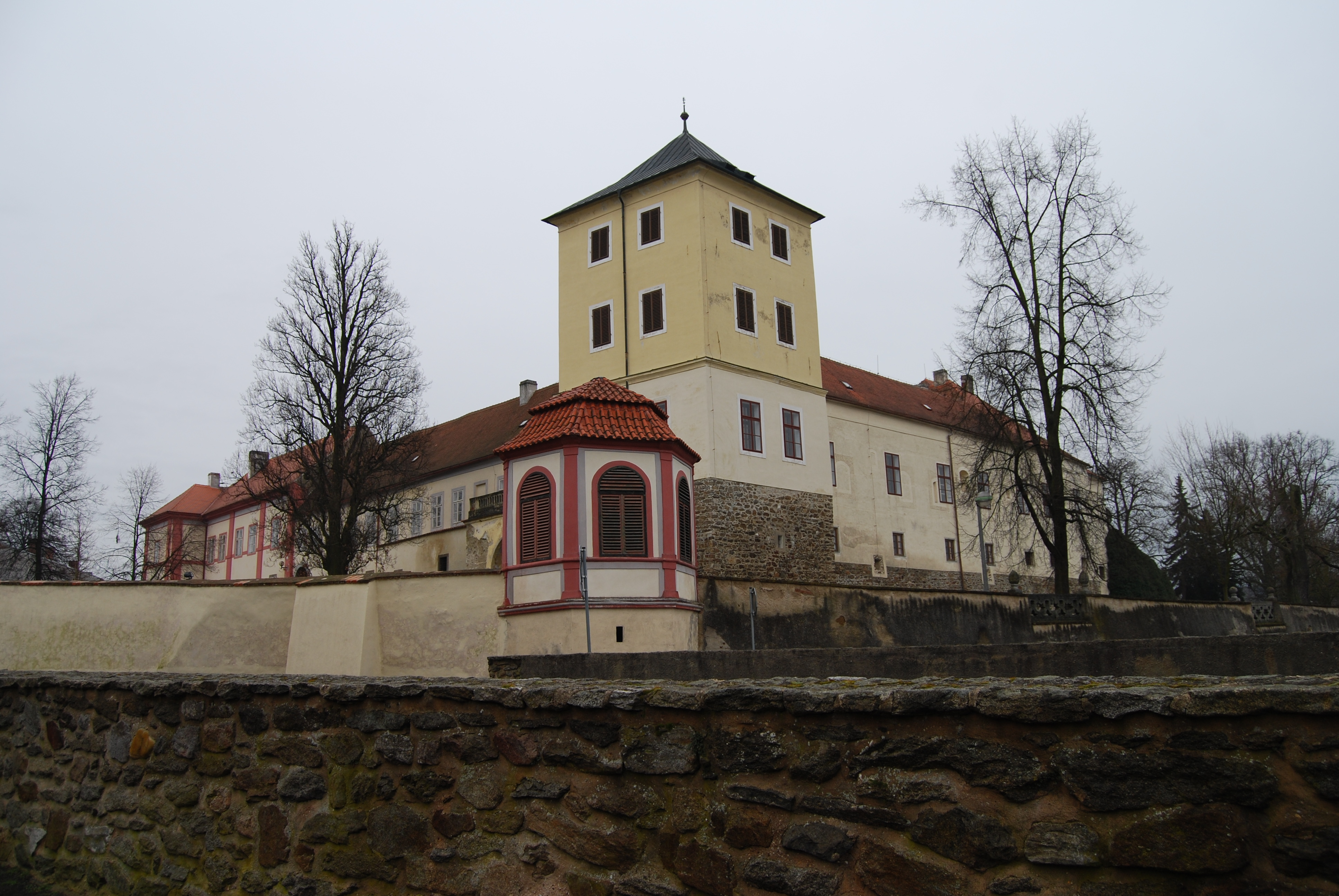
Schloss
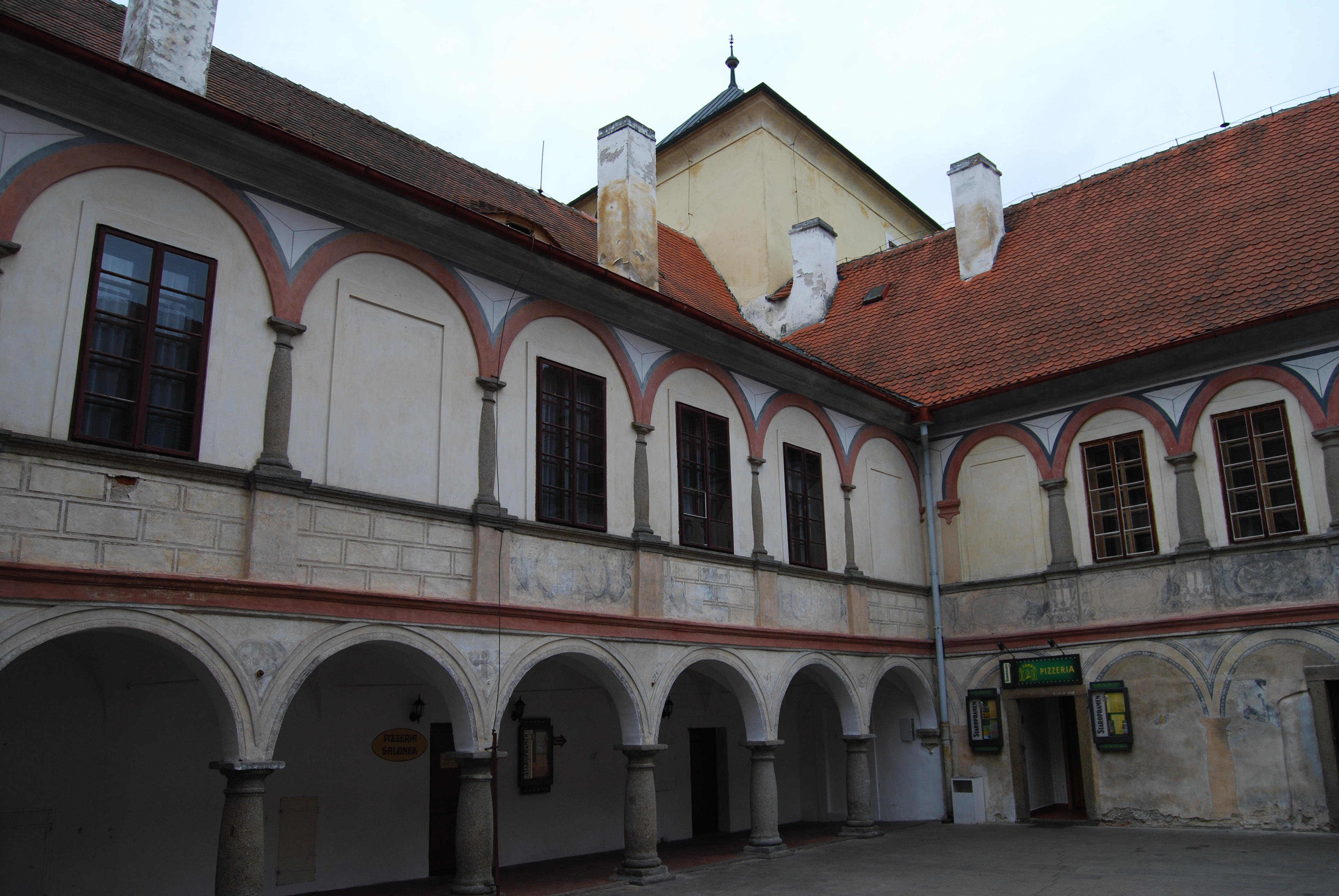
Schlosshof
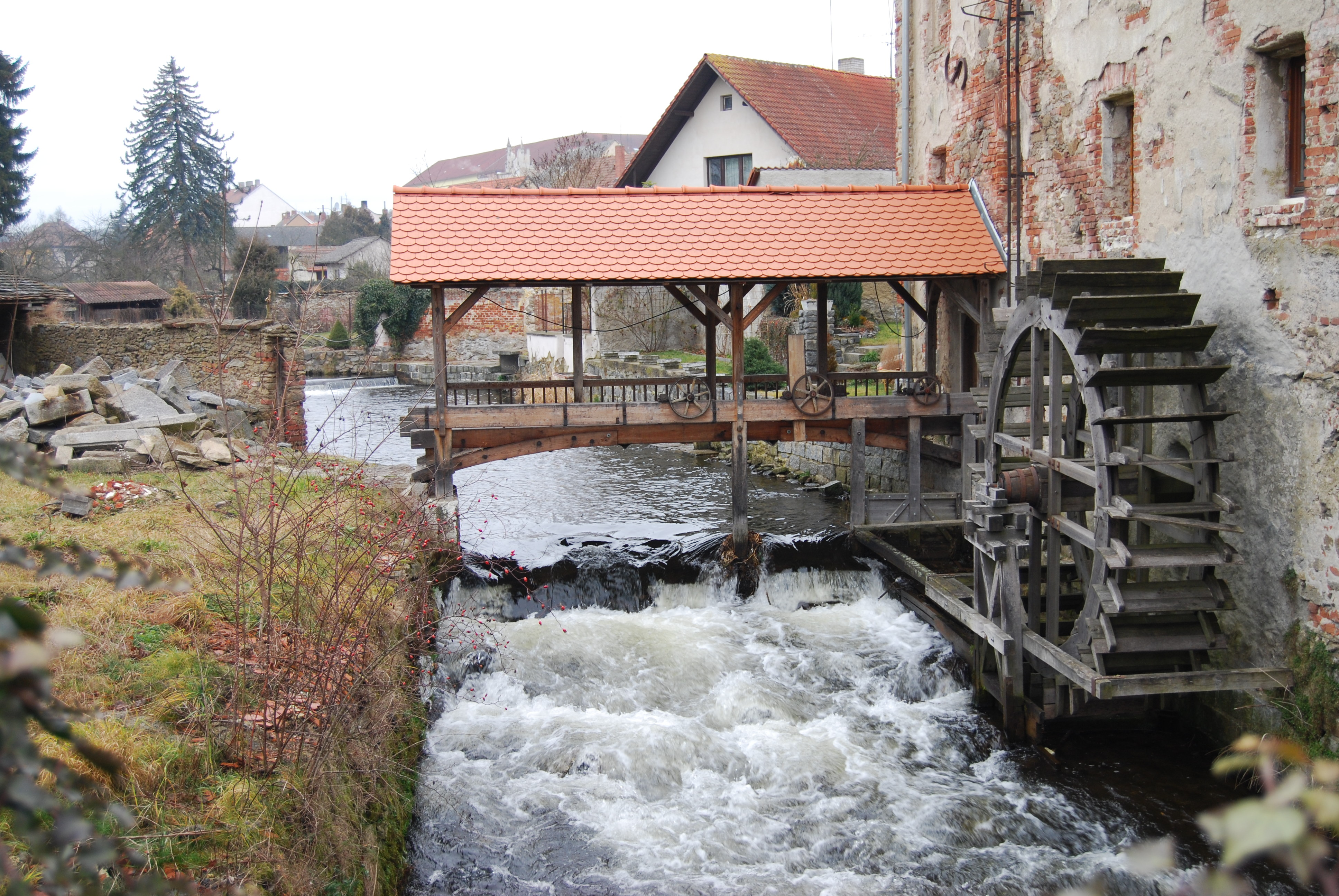
Schlossmühle

- Schloss Horažďovice aus dem 15. bis 17. Jahrhundert. Es beherbergt heute u. a. das Stadtmuseum.
- Dekanatskirche St. Peter und Paul, an der Westseite des Marktes, erbaut zwischen 1260 und 1273, ab 1316 wurde sie teilweise umgebaut. Im Jahre 1836 wurde der alte Kirchturm abgebrochen und durch einen Neubau ersetzt.
- Kirche des hl. Johannes des Täufers, erbaut um 1593 in der Vorstadt anstelle einer älteren Kapelle, die Kirche wurde 1786 aufgehoben und später neu zur Begräbniskirche gewidmet.
- Mariensäule, geschaffen 1725
- Steinerner Marktbrunnen, geschaffen 1560
- Fleischbänke aus dem 17. Jahrhundert
- Rathaus an der Ostseite des Marktes, es ist das vierte Rathaus an dieser Stelle und entstand 1927, sein Vorgänger wurde nach dem Stadtbrand von 1689 im darauffolgenden Jahre auf gemeinschaftliche Kosten von Wenzel Adalbert von Sternberg und der Stadtgemeinde neu aufgebaut.
- Schlossmühle
- Kloster und Kirche Mariä Himmelfahrt, das Minoritenkloster wurde 1330 nach einem Gestift des Bürgers Theodoricus Mečíř an der Stelle der im 13. Jahrhundert errichteten Kapelle des hl. Michael errichtet. Vollendet wurde der Bau unter Půta Švihovský von Riesenberg, der ebenso wie Adam und Wenzel Adalbert von Sternberg in der Kirche des hl. Erzengel Michael beigesetzt wurde. Nach 1622 wurde das verlassene Kloster durch die Grafen von Sternberg neu dotiert und wiederhergestellt. 1812 wurde das Minoritenkloster aufgehoben und die Kirche hl. Erzengel Michael geschlossen. 1854 erwarben die Schulschwestern von Unserer Lieben Frau das Kloster und machten es zum Sitz ihrer Generalverwaltung für Böhmen. Im Jahre 1989 wurde das Kloster den Schulschwestern rückübertragen.
- Wallfahrtskapelle der hl. Anna, einen Kilometer südlich der Stadt, sie wurde 1760 durch Maria Caroline zu Löwenstein-Wertheim-Rochefort erneuert
- Jüdischer Friedhof, am nördlichen Stadtrand
- Reste der Stadtbefestigung mit Prager Tor und Pforte zur Stadtmühle, das 1252 errichtete Prager Tor ist das zweitälteste erhaltene Stadttor in Tschechien
- Ruine Gloriet auf dem gleichnamigen Hügel nördlich von Pohodnice, erbaut zum Ende des 17. Jahrhunderts für Wenzel Adalbert von Sternberg als Ruheplatz und Aussichtspunkt. Erhalten sind nur die Außenmauern. Die Stadt plant eine Rekonstruktion des Denkmals als Touristenziel.[10]
- Gedenkstein am Sterbeort Rudolfs I., südöstlich von Horažďovice an der Einmündung des Svatopolský potok in die Otava
- Bürgerhäuser im Stile der Gotik, Renaissance und des Barock

Sehenswürdigkeiten von Horažďovice
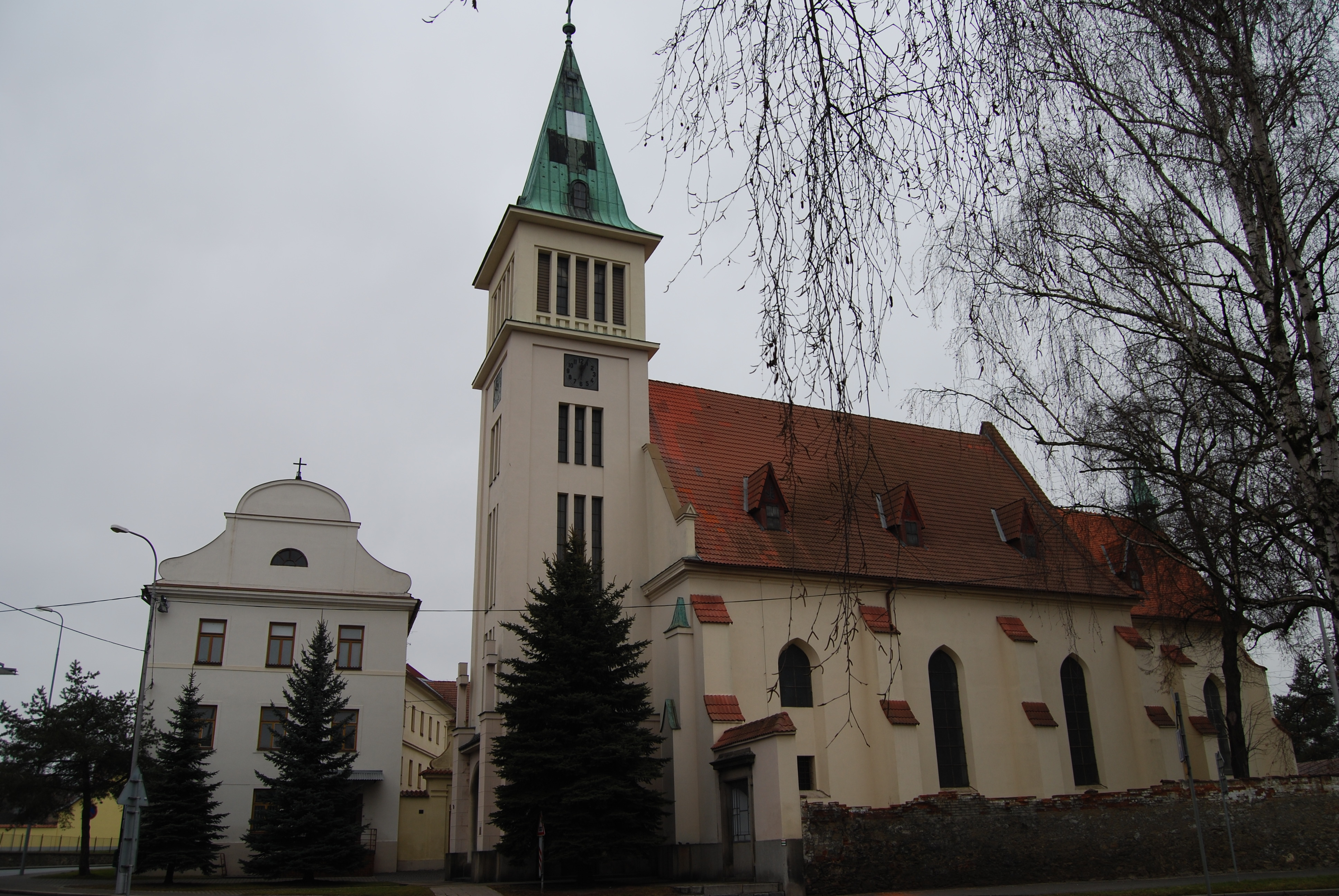
Kirche Mariä Himmelfahrt
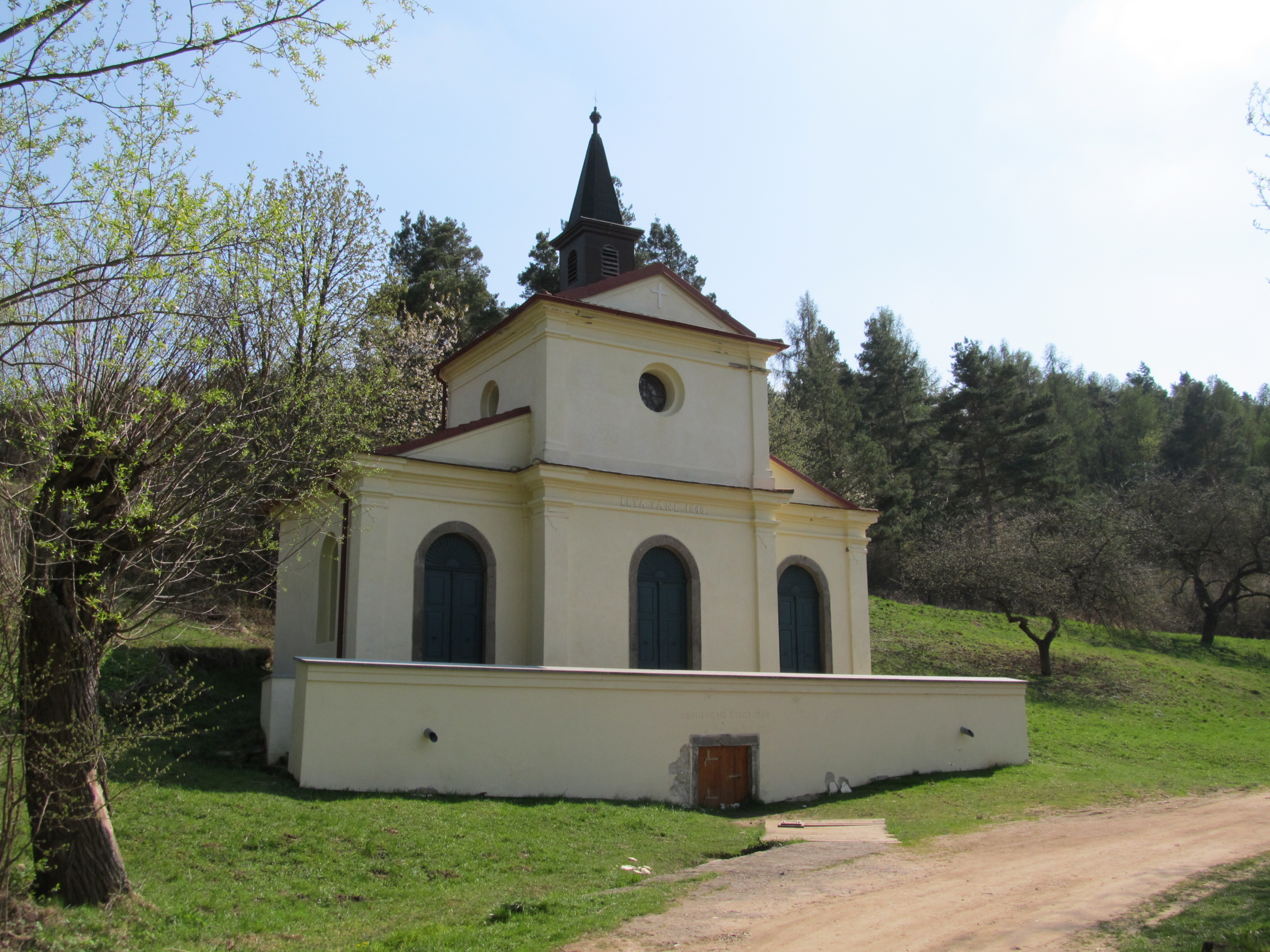
Wallfahrtskapelle der hl. Anna
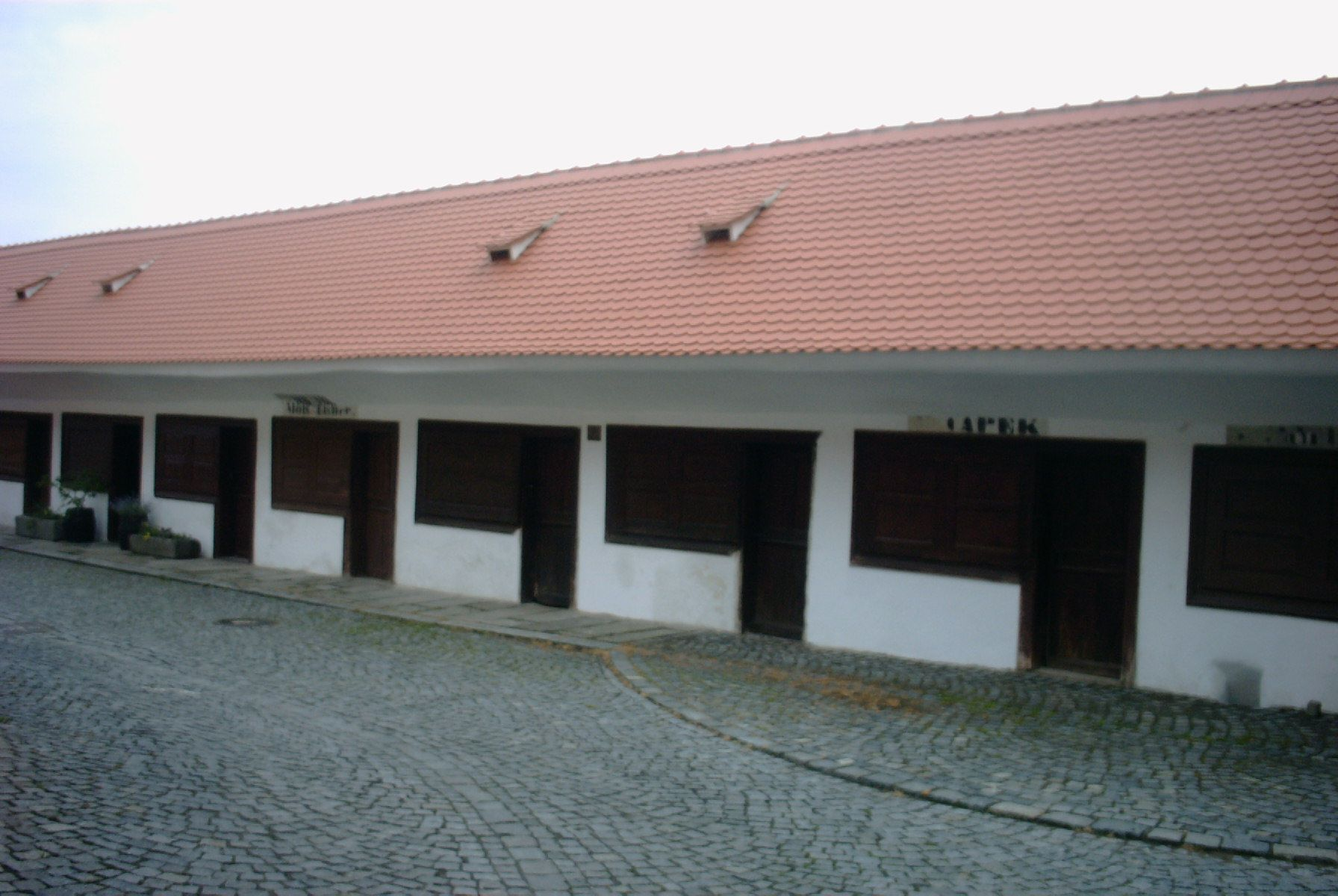
Fleischbänke
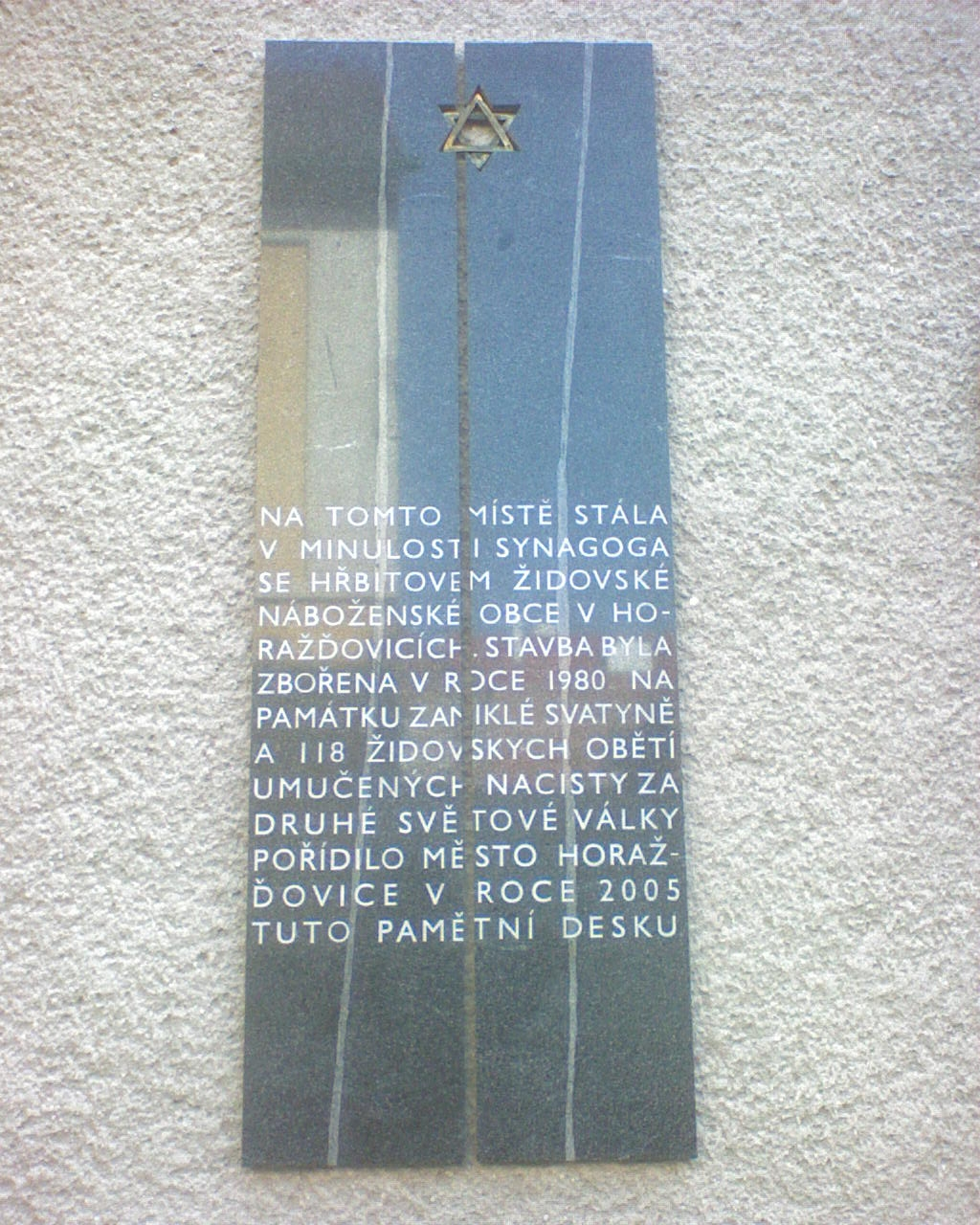
Denkmal an die im Zweiten Weltkrieg von den Nationalsozialisten zerstörte Synagoge

## Söhne und Töchter der Stadt
- Bernard Artophaeus (1651–1721), Barockkomponist, Priester der Minoriten
- Antonín Goller (1833–1880), Architekt, Baumeister und Ingenieur
- Martin Nováček (1834–1906), Komponist, Dirigent, Musikpädagoge und Musiker
- Franz von Kaska (1834–1907) war Leibapotheker und Vertrauter des Kaisers Maximilian von Mexiko
- Otakar Ševčík (1852–1934), Violinist
- Rudolf Hawelka (1866–1937), Politiker und Abgeordneter der deutschen Minderheit im tschechoslowakischen Abgeordnetenhaus
- Alphons Žák (1868–1931), Historiker
- Herbert Lippert (1930–2022), deutscher Anatom